# جورج روس سميث
جورج روس سميث (بالإنجليزية: George Ross Smith)‏ هو قاضي ومحامي وسياسي أمريكي، ولد في 28 مايو 1864 في الولايات المتحدة، وتوفي في 7 نوفمبر 1952 في الولايات المتحدة. حزبياً، نشط في الحزب الجمهوري. وقد انتخب عضو مجلس نواب مينيسوتا وانتخب عضو مجلس النواب الأمريكي.